# Bobo-Dioula
 (octobre 2012).
Les Bobo-dioula (ou Bobo-jula) sont un peuple du Burkina Faso. C'est l'ethnie éponyme de la ville de Bobo-Dioulasso qui signifie en dioula « chez les Bobo-dioula ».

## Historique
Les Bobo-jula sont venus du Mandé en transitant par Kong. La vieille mosquée de Dioulassoba construite sous la même architecture que celle de Kong en est une preuve de la parenté entre les Bobo-dioula et les Dioula de Kong. Par voie de conséquence, ils ne sont pas très différents de leurs cousins Jula. C’est pourquoi le nom Jula reste collé à cette ethnie. Et comme leur cousins Jula, ils étaient tous musulmans et commerçants. Les Bobo-jula ont toujours eu pour hôtes les Bobo, qui leur ont fait de la place pour permettre leur intégration. Les villages bobo-Dioula étaient au nombre de deux à l’origine : Dioulassoba et Kofila. Ces deux villages ont été fondés par deux frères. L’aîné se serait installé à Dioulassoba et le cadet à Kofila. Par le fait des mouvements de population et du brassage entre tribus il y a eu d’autres lignées Bobo-jula dans certains villages. De ce fait certains villages peuvent être considérés comme bobo-jula. On peut citer Satiri, Koma et Koredeni. Il s’agit d’un peuple guerrier. Ils gagnaient ainsi la confiance des autochtones bobo et du même coup une place prépondérante quant à l’organisation de la société. Les Bobo-Jula tenaient donc la tête des villages où ils se trouvaient. C’est ainsi que le canton de Bobo-Dioulasso était piloté par Dioulassoba (les familles Sanou) et celui des villages environnants par Kofila (les familles Millogo).